# Dinastia Asen

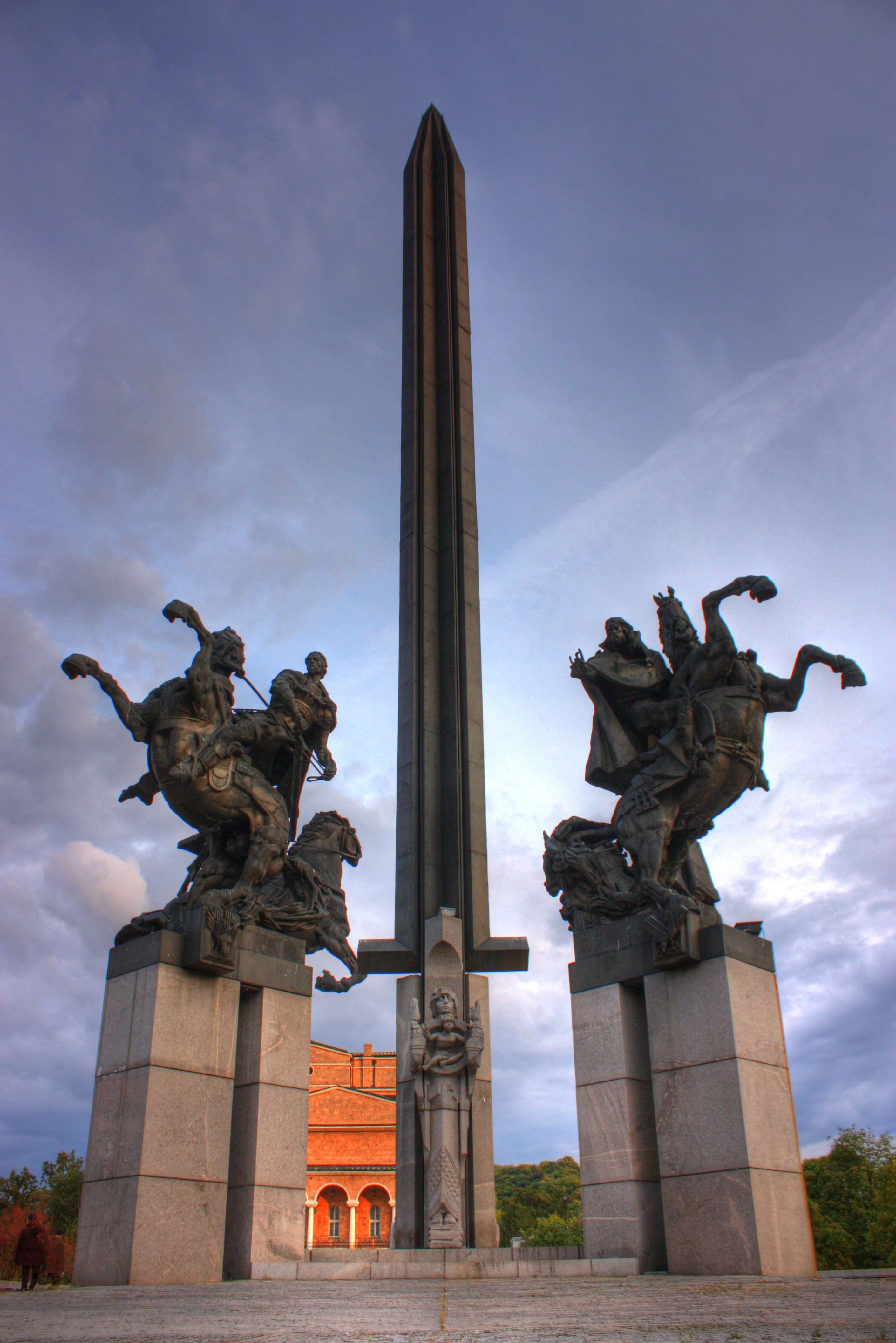
Monumento alla dinastia Asen nella sua capitale Veliko Tărnovo (Bulgaria), opera dello scultore prof. Krum Damianov

La dinastia Asen (bulgaro: Асеневци, Asenevtsi) fondò e governò uno stato medievale in Bulgaria, chiamato nella storiografia moderna il Secondo impero bulgaro, tra il 1187 e il 1256.
La dinastia Asen e il Secondo impero bulgaro sorsero come le guide di una ribellione contro l'Impero bizantino alla volta del 1185/1186 causata dall'aumento delle tasse imperiali.
I primi sovrani della dinastia Asen (particolarmente Kalojan) si riferivano a sé stessi come "imperatori dei Bulgari e dei Valacchi". I sovrani successivi, specialmente il vittorioso Ivan Asen II, si definirono "zar (imperatori) dei Bulgari e dei Greci".
Alcuni membri della famiglia Asen entrarono al servizio dei Bizantini dal XIII al IV secolo. Il nome appare anche come cognome nel greco moderno e potrebbe risalire alla stessa origine.
La dinastia Sratsimir discende dal lato paterno dalla dinastia Asen.
A metà del quattrocento Giovanni Asen, figlio naturale di Centurione II Zaccaria, proclamato principe d’Acaia a Aétos (1454), venne accolto a Venezia. Da qui potrebbe essere scaturita la linea veneta della famiglia Dall'Asén.

## Origini

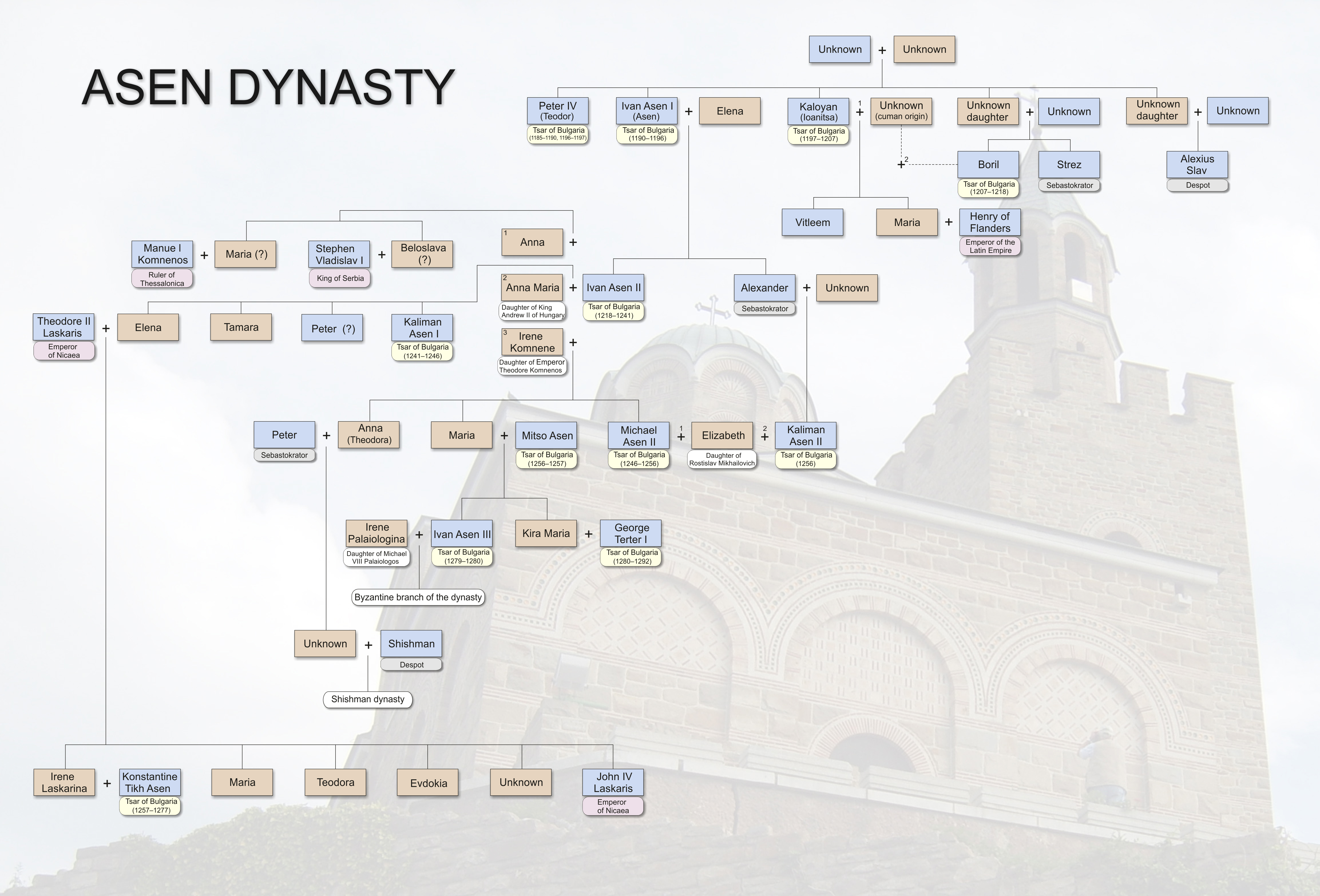
Genealogia della dinastia Asen

Le origini della dinastia, specialmente la discendenza etnica dei tre fratelli Asen (Pietro IV, Ivan Asen I e Kalojan), sono ancora fonte di grande controversia, dibattuta tra gli storici. Ci sono tre ipotesi principali riguardo alle loro origini:
1. Origine bulgara, un'opinione che è comune tra gli storici bulgari che considerano che tutte le fonti native usano predominantemente i termini Bulgaria, Bulgari e bulgaro, che lo zar Kalojan asseriva la provenienza dai sovrani del Primo impero bulgaro.
2. Origine valacca,[2][3][4] un'opinione sostenuta da storici che basano le loro asserzioni su menzioni in alcune cronache.
3. Origine cumana,[5][6][7][8][9] in quanto alcuni dei nomi nella dinastia, inclusi Asen e Belgun (soprannome di Ivan Asen I) sono derivati dalla lingua cumana.

Nei loro documenti amministrativi e nella loro corrispondenza, i tre sovrani vedevano sé stessi come discendenti e successori degli zar bulgari Samuele, Pietro I e Simeone I, e lo stato che avevano fondato come una continuazione del Primo impero bulgaro. Tuttavia, questo poteva essere solo un modo per proclamare la loro legittimazione al trono dell'impero.
In una corrispondenza del 1199, il Papa parla della "discendenza romana" di Kalojan. Tuttavia, considerando che il testo effettivo dice "Nos autem audito quod de nobili urbis Romae prosapia progenitores tui originem traxerint" ("Abbiamo udito che i tuoi progenitori provengono da una nobile famiglia della città di Roma"), è di solito respinto come un semplice complimento nascosto del Papa a Kalojan.
Papa Innocenzo III nella sua lettera al re bulgaro Kalojan (Calojoannes) nel 1204 si rivolgeva come "re dei Bulgari e dei Valacchi" (Bulgarorum and Blacorum rex); nel rispondere al Papa, Kalojan chiamava sé stesso imperator omnium Bulgarorum et Blachorum ("imperatore di tutti i Bulgari e i Valacchi"), ma si firmava imperator Bulgariae Calojoannes ("imperatore Kalojan di Bulgaria"). Del resto, l'arcivescovo di Veliko Tarnovo chiamava sé stesso totius Bulgariae et Blaciae Primas ("Primate di tutta la Bulgaria e la Valacchia").

### Etimologia
Il nome della dinastia proviene da uno dei fratelli, ossia Asen I. L'etimologia è molto probabilmente di origine turco cumana, derivata da esen che significava "salvo, sano, in salute" e il soprannome Belgun sembra essere derivato dal turco bilgün, che significava "saggio". Ulteriore sostegno a questa connessione si può trovare nelle concessioni del Monastero della Grande Lavra nella penisola del Monte Athos dalla fine del XII secolo, che menzionano i problemi del monastero con alcuni degli stratioti cumani, dove "Asen" è elencato come il nome di uno di quei Cumani.

## Imperatori bulgari della dinastia Asen

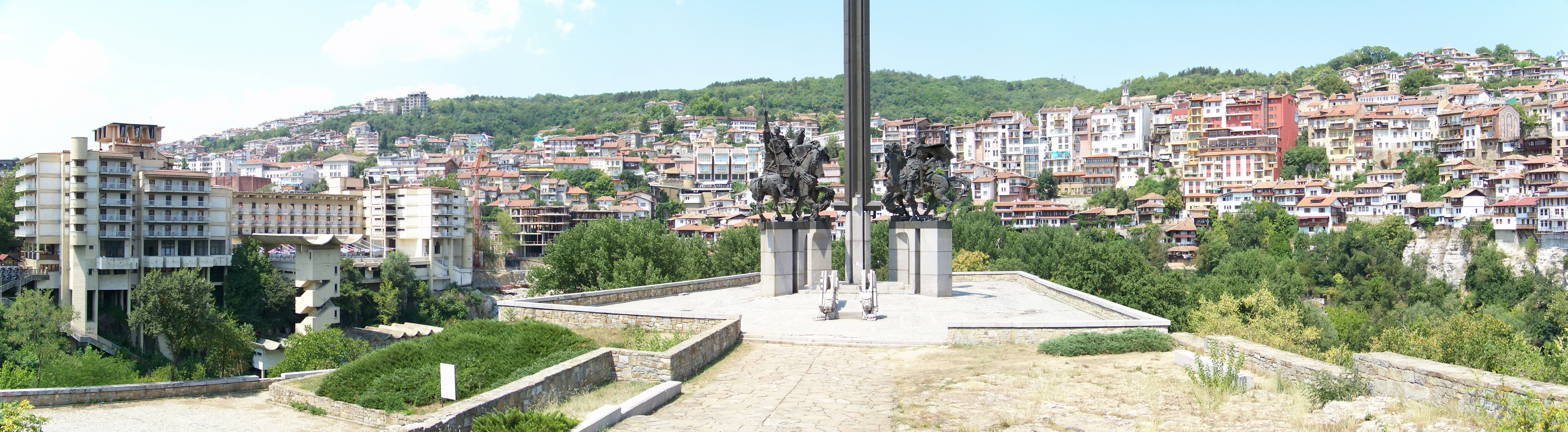
Panorama di Veliko Tărnovo, la capitale della dinastia Asen

| Ivan Asen I (Asen)                 | 1187 - 1196 |
| Pietro IV (Teodor)                 | 1186 - 1197 |
| Kalojan (Ioanitsa)                 | 1197 - 1207 |
| Boril (Boril Kaliman)              | 1207 - 1218 |
| Ivan Asen II                       | 1218 - 1241 |
| Kaliman Asen I (Koloman)           | 1241 - 1246 |
| Michele Asen I                     | 1246 - 1256 |
| Kaliman Asen II (Koloman)          | 1256        |
| Mico Asen                          | 1256 - 1257 |
| Costantino Asen I (Konstantin Tih) | 1257 - 1277 |
| Michele Asen II                    | 1277 - 1279 |
| Ivan Asen III                      | 1279 - 1280 |

## Ramo bizantino
Gli Asen di Bisanzio discendono in gran parte da Ivan Asen III, che governò brevemente come imperatore di Bulgaria prima di fuggire a Costantinopoli mentre la rivolta di Ivailo stava acquistando slancio nel 1280. Despotes sotto Michele VIII Paleologo, Ivan Asen III era già stato sposato con la figlia maggiore dell'imperatore bizantino, Irene Paleologa. I cinque figli e le due figlie della coppia furono i progenitori di una delle più altolocate famiglie nobili bizantine del loro tempo, insieme ai Paleologi. Tra gli Asen bizantini, tre portarono il titolo di despotes, tre quello di sebastokrator, due di panhypersebastos, uno fu un megas doux e due ebbero il titolo di megas primikerios. In greco, la forma maschile del cognome è resa come Ἀσάνης (Asanis) e il femminile come Ασανίνα (Asanina).
Un ramo minore discende da Elena Asenina di Bulgaria, moglie dell'imperatore niceno Teodoro II Lascaris.
Gli Asen di Bisanzio si imparentarono mediante matrimoni con altre importanti dinastie nobili, incluse le famiglie Cantacuzeni, Doukas, Lascaris, Tornikios e Raoul. I membri più importanti della famiglia Asen nell'Impero bizantino includono:
- Andronico Asen, epitropos della Morea (1316-1322)
- Irene Asanina, imperatrice consorte di Giovanni VI Cantacuzeno (1347-1354)
- Matteo Asen Cantacuzeno, coimperatore di Bisanzio (1353-1357)
- Matteo Paleologo Asen, signore di Corinto (1454-1458)

### Asen bizantini in altri luoghi
Da Bisanzio, gli Asen si diffusero fino alla Francocrazia, al Principato di Teodoro, al Principato di Moldavia, al Regno di Napoli, nella Repubblica di Venezia, nel Regno d'Aragona.
- Eudossia Lascarina Asanina (1248-1311), principessa niceana, contessa di Ventimiglia e Tenda e monaca in Aragona
- Elena Asanina Cantacuzena, contessa madre di Salona (1380-1394)
- Andronico Asen' Zaccaria, principe di Acaia (prima del 1386-1401)
- Tommaso Asen Paleologo, esule a Napoli e ktetor
- Maria Asanina Paleologa, principessa consorte di Moldavia (1472-1477)
- Giovanni dall'Asén, figlio naturale di Centurione II Zaccaria, proclamato principe d’Acaia a Aétos (1454) e trasferitosi a Venezia.